# Artiom Arshanski
Artiom Arshanski (conocido como Tommy Arshansky, en hebreo: טומי ארשנסקי‎, en ruso: Артём Аршанский; Moscú, 26 de septiembre de 1991), es un deportista israelí, de origen ruso, que compitió en judo. Ganó una medalla de bronce en el Campeonato Europeo de Judo de 2013, en la categoría de –60 kg.

## Palmarés internacional
| Campeonato Europeo | Campeonato Europeo | Campeonato Europeo | Campeonato Europeo |
| Año                | Lugar              | Medalla            | Categoría          |
| ------------------ | ------------------ | ------------------ | ------------------ |
| 2013               | Budapest (Hungría) | Medalla de bronce  | –60 kg             |